# Angin Nauli
Angin Nauli is een bestuurslaag in het regentschap Sibolga van de provincie Noord-Sumatra, Indonesië. Angin Nauli telt 3533 inwoners (volkstelling 2010).